# 納波區
納波區（西班牙語：Distrito de Napo），是秘魯的一個區，位於該國東北部洛雷託大區的邁納斯省，始建於1943年7月2日，面積24,298.1平方公里，海拔高度100米，2005年人口15,097，人口密度每平方公里0.62人。